# Andrejs Perepļotkins
Andrejs Perepļotkins (in ucraino Андрій Ігорович Перепльоткін?, Andrij Ihorovyč Perepl'otkin; in russo Андрей Игоревич Переплёткин?, Andrej Igorevič Pereplëtkin; Charkiv, 27 dicembre 1985) è un ex calciatore lettone con passaporto russo e ucraino, di ruolo attaccante.

## Carriera

### Club
Cresciuto all'estero nelle giovanili di Metalist in Ucraina, Anderlecht in Belgio e Southampton in Inghilterra, ha esordito in campionato nel 2004 in Irlanda con la maglia dei Bohemians. Tornato in patria, tra il 2004 e il 2010 (salvo una piccola parentesi in Inghilterra nel Derby County), ha giocato con lo Skonto, vincendo due campionati.
Nelle stagioni 2011 e 2012 ha giocato con il Nasaf Qarshi in Uzbekistan; nel 2013 ha vissuto una piccola parentesi in Estonia nelle file del Trans Narva chiudendo la stagione in patria con il Daugava Rīga. Nei due anni successivi ha ripreso l'avventura all'estero, prima all'Ararat, in Armenia, poi con l'ENAD Polis Chrysochous a Cipro.
Dal 2015 è tornato in Lettonia, giocando in seconda serie con la Caramba/Dinamo; l'anno successivo c'è stato il ritorno allo Skonto, sempre in seconda serie.
Passato al Jelgava ha vinto per la prima volta la coppa nazionale. Successivamente ha giocato per due stagioni con il Super Nova, mentre dal 2019 si è trasferito in Lituania con la maglia del FC Kupiškis.

### Nazionale
Tra il 2007 e il 2012 ha giocato nella Nazionale lettone, totalizzando 36 presenze, con 3 gol all'attivo. Da rimarcare che per 35 delle 36 presenze si trattò di spezzoni di gara avendo giocato per intero solo la gara amichevole contro la Romania dell'estate 2008.
Ha fatto il suo esordio il 28 marzo 2007, nel corso della gara contro il Liechtenstein valida per le Qualificazioni al campionato europeo di calcio 2008, entrando nella mezz'ora finale al posto di Viktors Morozs. 12 mesi più tardi ha messo a segno la sua prima rete in nazionale nel corso dell'amichevole contro Andorra.
Con la nazionale ha vinto la Coppa del Baltico 2008 e quella del 2012: nel primo caso giocando sia la gara contro l'Estonia che quella contro la Lituania; la seconda giocando la semifinale contro la Lituania, che fu per altro la sua ultima presenza con la maglia della Lettonia.

## Statistiche

### Cronologia presenze e reti in nazionale
| Cronologia completa delle presenze e delle reti in nazionale ― Lettonia | Cronologia completa delle presenze e delle reti in nazionale ― Lettonia | Cronologia completa delle presenze e delle reti in nazionale ― Lettonia | Cronologia completa delle presenze e delle reti in nazionale ― Lettonia | Cronologia completa delle presenze e delle reti in nazionale ― Lettonia | Cronologia completa delle presenze e delle reti in nazionale ― Lettonia | Cronologia completa delle presenze e delle reti in nazionale ― Lettonia | Cronologia completa delle presenze e delle reti in nazionale ― Lettonia |
| Data                                                                    | Città                                                                   | In casa                                                                 | Risultato                                                               | Ospiti                                                                  | Competizione                                                            | Reti                                                                    | Note                                                                    |
| ----------------------------------------------------------------------- | ----------------------------------------------------------------------- | ----------------------------------------------------------------------- | ----------------------------------------------------------------------- | ----------------------------------------------------------------------- | ----------------------------------------------------------------------- | ----------------------------------------------------------------------- | ----------------------------------------------------------------------- |
| 28-3-2007                                                               | Vaduz                                                                   | Liechtenstein                                                           | 1 – 0                                                                   | Lettonia                                                                | Qual. Euro 2008                                                         | -                                                                       | 61’                                                                     |
| 2-6-2007                                                                | Riga                                                                    | Lettonia                                                                | 0 – 2                                                                   | Spagna                                                                  | Qual. Euro 2008                                                         | -                                                                       | 86’                                                                     |
| 22-8-2007                                                               | Riga                                                                    | Lettonia                                                                | 1 – 2                                                                   | Moldavia                                                                | Amichevole                                                              | -                                                                       | 65’                                                                     |
| 6-2-2008                                                                | Tbilisi                                                                 | Georgia                                                                 | 1 – 3                                                                   | Lettonia                                                                | Amichevole                                                              | -                                                                       | 84’                                                                     |
| 26-3-2008                                                               | Andorra la Vella                                                        | Andorra                                                                 | 0 – 3                                                                   | Lettonia                                                                | Amichevole                                                              | 1                                                                       | 67’                                                                     |
| 30-5-2008                                                               | Riga                                                                    | Lettonia                                                                | 1 – 0                                                                   | Estonia                                                                 | Coppa del Baltico 2008                                                  | -                                                                       | 58’                                                                     |
| 1-6-2008                                                                | Riga                                                                    | Lettonia                                                                | 2 – 1                                                                   | Lituania                                                                | Coppa del Baltico 2008                                                  | 1                                                                       | 82’                                                                     |
| 20-8-2008                                                               | Urziceni                                                                | Romania                                                                 | 1 – 0                                                                   | Lettonia                                                                | Amichevole                                                              | -                                                                       |                                                                         |
| 6-9-2008                                                                | Tiraspol                                                                | Moldavia                                                                | 1 – 2                                                                   | Lettonia                                                                | Qual. Mondiali 2010                                                     | -                                                                       | 83’                                                                     |
| 10-9-2008                                                               | Tiraspol                                                                | Lettonia                                                                | 0 – 2                                                                   | Grecia                                                                  | Qual. Mondiali 2010                                                     | -                                                                       | 79’                                                                     |
| 11-10-2008                                                              | San Gallo                                                               | Svizzera                                                                | 2 – 1                                                                   | Lettonia                                                                | Qual. Mondiali 2010                                                     | -                                                                       | 70’                                                                     |
| 15-10-2008                                                              | Riga                                                                    | Lettonia                                                                | 1 – 1                                                                   | Israele                                                                 | Qual. Mondiali 2010                                                     | -                                                                       | 61’                                                                     |
| 11-2-2009                                                               | Limassol                                                                | Armenia                                                                 | 0 – 0                                                                   | Lettonia                                                                | Amichevole                                                              | -                                                                       | 65’                                                                     |
| 28-3-2009                                                               | Lussemburgo                                                             | Lussemburgo                                                             | 0 – 4                                                                   | Lettonia                                                                | Qual. Mondiali 2010                                                     | 1                                                                       | 72’                                                                     |
| 1-4-2009                                                                | Riga                                                                    | Lettonia                                                                | 2 – 0                                                                   | Lussemburgo                                                             | Qual. Mondiali 2010                                                     | -                                                                       | 20’ 69’                                                                 |
| 5-9-2009                                                                | Ramat Gan                                                               | Israele                                                                 | 0 – 1                                                                   | Lettonia                                                                | Qual. Mondiali 2010                                                     | -                                                                       | 90'+2’                                                                  |
| 10-10-2009                                                              | Amarousio                                                               | Grecia                                                                  | 5 – 2                                                                   | Lettonia                                                                | Qual. Mondiali 2010                                                     | -                                                                       | 84’                                                                     |
| 14-11-2009                                                              | Tegucigalpa                                                             | Honduras                                                                | 2 – 1                                                                   | Lettonia                                                                | Amichevole                                                              | -                                                                       | 90’                                                                     |
| 22-1-2010                                                               | Malaga                                                                  | Corea del Sud                                                           | 1 – 0                                                                   | Lettonia                                                                | Amichevole                                                              | -                                                                       | 64’                                                                     |
| 3-3-2010                                                                | Luanda                                                                  | Angola                                                                  | 1 – 1                                                                   | Lettonia                                                                | Amichevole                                                              | -                                                                       | 65’                                                                     |
| 5-6-2010                                                                | Milton Keynes                                                           | Ghana                                                                   | 1 – 0                                                                   | Lettonia                                                                | Amichevole                                                              | -                                                                       | 83’                                                                     |
| 18-6-2010                                                               | Kaunas                                                                  | Lituania                                                                | 0 – 0                                                                   | Lettonia                                                                | Coppa del Baltico 2010                                                  | -                                                                       | 75’                                                                     |
| 19-6-2010                                                               | Kaunas                                                                  | Estonia                                                                 | 0 – 0                                                                   | Lettonia                                                                | Coppa del Baltico 2010                                                  | -                                                                       | 65’                                                                     |
| 11-8-2010                                                               | Liberec                                                                 | Rep. Ceca                                                               | 4 – 1                                                                   | Lettonia                                                                | Amichevole                                                              | -                                                                       | 74’                                                                     |
| 7-9-2010                                                                | Attard                                                                  | Malta                                                                   | 0 – 2                                                                   | Lettonia                                                                | Qual. Euro 2012                                                         | -                                                                       | 90'+2’                                                                  |
| 8-10-2010                                                               | Il Pireo                                                                | Grecia                                                                  | 1 – 0                                                                   | Lettonia                                                                | Qual. Euro 2012                                                         | -                                                                       | 83’                                                                     |
| 12-10-2010                                                              | Riga                                                                    | Lettonia                                                                | 1 – 1                                                                   | Georgia                                                                 | Qual. Euro 2012                                                         | -                                                                       | 86’                                                                     |
| 17-11-2010                                                              | Kunming                                                                 | Cina                                                                    | 1 – 0                                                                   | Lettonia                                                                | Amichevole                                                              | -                                                                       | 88’                                                                     |
| 9-2-2011                                                                | Adalia                                                                  | Lettonia                                                                | 2 – 1                                                                   | Bolivia                                                                 | Amichevole                                                              | -                                                                       | 71’                                                                     |
| 26-3-2011                                                               | Tel Aviv                                                                | Israele                                                                 | 2 – 1                                                                   | Lettonia                                                                | Qual. Euro 2012                                                         | -                                                                       | 57’                                                                     |
| 4-6-2011                                                                | Riga                                                                    | Lettonia                                                                | 1 – 2                                                                   | Israele                                                                 | Qual. Euro 2012                                                         | -                                                                       | 60’                                                                     |
| 7-6-2011                                                                | Graz                                                                    | Austria                                                                 | 3 – 1                                                                   | Lettonia                                                                | Amichevole                                                              | -                                                                       | 71’                                                                     |
| 11-10-2011                                                              | Fiume                                                                   | Croazia                                                                 | 2 – 0                                                                   | Lettonia                                                                | Qual. Euro 2012                                                         | -                                                                       | 71’                                                                     |
| 29-2-2012                                                               | Adalia                                                                  | Montenegro                                                              | 2 – 0                                                                   | Lettonia                                                                | Amichevole                                                              | -                                                                       | 82’                                                                     |
| 22-5-2012                                                               | Klagenfurt am Wörthersee                                                | Lettonia                                                                | 0 – 1                                                                   | Polonia                                                                 | Amichevole                                                              | -                                                                       | 73’                                                                     |
| 1-6-2012                                                                | Võru                                                                    | Lettonia                                                                | 5 – 0                                                                   | Lituania                                                                | Coppa del Baltico 2012                                                  | -                                                                       | 78’                                                                     |
| Totale                                                                  |                                                                         | Presenze                                                                | 36                                                                      |                                                                         | Reti                                                                    | 3                                                                       |                                                                         |

## Palmarès

### Club
- Campionato lettone: 2

Skonto: 2004, 2010
- Coppa di Lettonia: 1

Jelgava: 2015-2016

### Nazionale
- Coppa del Baltico: 2

2008, 2012